# Sid Meier
Sidney K. „Sid” Meier (n. 24 februarie 1954, Sarnia, Ontario, Canada) este un programator canadiano-american și designer al câtorva jocuri video populare, cel mai notabil fiind Civilization. A fondat compania producătoare de jocuri Firaxis Games împreună cu Jeff Briggs și Brian Reynolds în 1996.

## Jocuri

### Anii 1980
| Joc                    | An   | Note                                                                          |
| ---------------------- | ---- | ----------------------------------------------------------------------------- |
| Spitfire Ace           | 1982 | Primul proiect în care Sid a avut un rol major în etapa de creație a jocului. |
| HellCat Ace            | 1982 |                                                                               |
| Floyd of the Jungle    | 1982 |                                                                               |
| NATO Commander         | 1984 |                                                                               |
| Solo Flight            | 1984 |                                                                               |
| Kennedy Approach       | 1985 |                                                                               |
| F-15 Strike Eagle      | 1985 | Unul din primele simulatoare de luptă aeriană.                                |
| Silent Service         | 1985 | Un joc de simulare a unui submarin din al doilea război mondial.              |
| Crusade in Europe      | 1985 |                                                                               |
| Decision in the Desert | 1985 |                                                                               |
| Conflict in Vietnam    | 1986 |                                                                               |
| Gunship                | 1986 |                                                                               |
| Sid Meier's Pirates!   | 1987 |                                                                               |
| Red Storm Rising       | 1988 | Joc de luptă navală bazat pe un roman omonim de Tom Clancy                    |
| F-19 Stealth Fighter   | 1988 |                                                                               |
| F-15 Strike Eagle II   | 1989 |                                                                               |
| Sword of the Samurai   | 1989 |                                                                               |

### Anii 1990
| Joc                         | An   | Note                                                                                                |
| --------------------------- | ---- | --------------------------------------------------------------------------------------------------- |
| Covert Action               | 1990 | |
| Sid Meier's Railroad Tycoon | 1990 | |
| Sid Meier's Civilization    | 1991 | |
| Pirates! Gold               | 1993 | |
| C.P.U. Bach                 | 1993 | |
| Sid Meier's Colonization    | 1994 | |
| Sid Meier's Civilization II | 1996 | |
| Magic: The Gathering        | 1997 | |
| Sid Meier's Gettysburg!     | 1997 | |
| Sid Meier's Antietam!       | 1998 | Sid Meier's Gettysburg și Antietam sunt parte a pachetului de jocuri despre Războiul Civil American |
| Sid Meier's Alpha Centauri  | 1999 | Adaptare a Civilization în spațiul cosmic.                                                          |

### Anii 2000
| Joc                                            | An   | Note                         |
| ---------------------------------------------- | ---- | ---------------------------- |
| Sid Meier's Civilization III                   | 2001 |                              |
| Sid Meier's SimGolf                            | 2002 | Simulare a jocului de golf   |
| Sid Meier's Pirates!                           | 2004 |                              |
| Sid Meier's Civilization IV                    | 2005 |                              |
| Sid Meier's Railroads!                         | 2006 | Sequel al Railroad Tycoon 3. |
| Sid Meier's Civilization Revolution            | 2008 |                              |
| Sid Meier's Civilization IV: War of Two Cities |      |                              |
| Sid Meier's Pirates! Mobile                    |      |                              |
| Sid Meier's Railroad Tycoon Mobile             |      |                              |
| Sid Meier's Civilization IV: Colonization      | 2008 |                              |

### Anii 2010
| Joc                         | An   | Note |
| --------------------------- | ---- | ---- |
| Sid Meier's Civilization V  | 2010 |      |
| Sid Meier's CivWorld        | 2011 |      |
| Sid Meier's Civilization VI | 2016 |      |